# Sauber C16
A Sauber C16 egy Formula–1-es versenyautó, amelyet a Sauber csapat tervezett és versenyeztetett az 1997-es Formula–1 világbajnokságban. Pilótái az idény kezdetén Johnny Herbert és Nicola Larini voltak, majd az utóbbi helyén Gianni Morbidelli és néhány futamon Norberto Fontana.

## Áttekintés
Ebben az évben a csapat a Ferrarival lépett hosszú távú partnerségre, kezdetben azzal a céllal, hogy segítsenek nekik saját motorokat kifejleszteni. A csapatot elhagyta Heinz-Harald Frentzen, így a helyére második pilótaként Nicola Larinit igazolták le, aki utoljára 1994-ben versenyzett a sportágban. Ő a Ferrarival kötött megállapodás részeként került a Sauberhez, amely az előző évi Ferrari-motorokat kapták meg, Petronas névre átcímkézve. Az eredeti tervek mindazonáltal úgy készültek, hogy a C16-os a Ford Zetec-R motorokat kapja majd, ezért Leo Ress-nek át kellett terveznie a kasztnit. A Ford V8-asához képest a Ferrari V10-ese nagyobb volt és más elrendezésű is, ezért több dolog átépítésre került. Az új motornak köszönhetően rugalmasabban lehetett elhelyezni az üzemanyagtankot és a motor is közelebb kerülhetett a versenyzőhöz, a plusz két henger azonban helyet vett el a váltótól. Emiatt nemcsak annak újratervezésére volt szükség, de a hátsó felfüggesztés rögzítési pontjait is át kellett helyezni, a tengelytáv növelése mellett. A felfüggesztés felső elemei egyetlen alkatrészbe kerültek, aminek köszönhetően a légellenállást is csökkenteni tudták, a légáramlatokat pedig egyszerűbben tudták a diffúzor felé terelni.
Larini nem érezte jól magát a csapatnál és öt verseny után távozott. A helyére Gianni Morbidelli érkezett, azonban az idény során kétszer is eltörte a karját, emiatt Norberto Fontana ugrott be helyette mindkét alkalommal. Fontana egy 2006-os interjúban elmondta, hogy a szezonzáró európai nagydíjon Jean Todt meglátogatta a csapatot, és arra kérte Fontanát, hogy ha Jacques Villeneuve elé keveredne, mindenféleképpen tartsa fel őt, hogy Michael Schumacher lehessen a világbajnok. Peter Sauber csapatfőnök később tagadta, hogy ilyen kérés lett volna.
Eleinte gondok adódtak az új motorral. A szezon eleji teszteken kiderült, hogy túl szűk a hely és elégtelen a hűtés, emiatt égésnyomokat fedeztek fel az autók hátsó részén. Később ezt is áttervezték, és egyelőre egy ideiglenes megoldással, de orvosolták a gondokat.
Az idényt jól kezdték, ám a szezon második felére lemaradtak, mert nem volt pénzük fejlesztéseket bevetni, ellentétben a riválisokkal. Herbert a magyar nagydíjon tudott felállni a dobogóra, megverve mindkét Ferrarit, és egy kivételével ő gyűjtötte a csapat összes pontját, mely teljesítmény a konstruktőri hetedik helyre volt jó.
Évekkel később fényképfelvételek kerültek napvilágra, melyeken az látható, hogy Michael Schumacher egy titkos teszt keretében vezette Fioranóban az autót 1997 szeptemberében, hogy segítse a csapatot a fejlesztésben. A C16-ost minden reklámfelirattól megfosztották és így gurult pályára.

## Eredmények
| Év   | Csapat                   | Motor                  | Gumik | Pilóták           | 1   | 2   | 3   | 4   | 5   | 6   | 7   | 8   | 9   | 10  | 11  | 12  | 13  | 14  | 15  | 16  | 17  | Pontok | Helyezés |
| ---- | ------------------------ | ---------------------- | ----- | ----------------- | --- | --- | --- | --- | --- | --- | --- | --- | --- | --- | --- | --- | --- | --- | --- | --- | --- | ------ | -------- |
| 1997 | Red Bull Sauber Petronas | Petronas (Ferrari 046) | G     |                   | AUS | BRA | ARG | SMR | MON | ESP | CAN | FRA | GBR | GER | HUN | BEL | ITA | AUT | LUX | JPN | EUR | 16     | 7.       |
| 1997 | Red Bull Sauber Petronas | Petronas (Ferrari 046) | G     | Johnny Herbert    | KI  | 7   | 4   | KI  | KI  | 5   | 5   | 8   | KI  | KI  | 3   | 4   | KI  | 8   | 7   | 6   | 8   | 16     | 7.       |
| 1997 | Red Bull Sauber Petronas | Petronas (Ferrari 046) | G     | Nicola Larini     | 6   | 11  | KI  | 7   | KI  |     |     |     |     |     |     |     |     |     |     |     |     | 16     | 7.       |
| 1997 | Red Bull Sauber Petronas | Petronas (Ferrari 046) | G     | Gianni Morbidelli |     |     |     |     |     | 14  | 10  |     |     |     | KI  | 9   | 12  | 9   | 9   | NI  |     | 16     | 7.       |
| 1997 | Red Bull Sauber Petronas | Petronas (Ferrari 046) | G     | Norberto Fontana  |     |     |     |     |     |     |     | KI  | 9   | 9   |     |     |     |     |     |     | 14  | 16     | 7.       |

† - nem fejezte be a futamot, de rangsorolták, mert teljesítette a versenytáv 90 százalékát